# Soft Animals
Soft Animals è l'EP di debutto del duo statunitense Sofi Tukker, pubblicato l'8 luglio 2016 dalla HeavyRock Music.
L'EP è stato anticipato dai singolo Drinkee, Matadora, Hey Lion e Déjà Vu Affair.

## Tracce
1. Drinkee – 4:59
2. Awoo (feat. Betta Lemme) – 3:16
3. Matadora – 4:01
4. Hey Lion – 3:29
5. Moon Tattoo – 5:47
6. Déjà Vu Affair – 4:59

## Accoglienza
Paste ha scritto che l'EP è "un'insaziabile raccolta dance on molti cenni ben eseguiti a strumenti brasiliani, poeti e alla lingua nazionale, il portoghese".

| Recensione        | Giudizio |
| ----------------- | -------- |
| Paste             | 8.1/10   |
| Album of the Year | 81/100   |